# Satoshi Otomo
Satoshi Otomo (Csiba, 1981. október 1. –) válogatott Fülöp-szigeteki labdarúgó.

## Nemzeti válogatott
A fülöp-szigeteki válogatottban 1 mérkőzést játszott.

## Statisztika
| Fülöp-szigeteki válogatott | Fülöp-szigeteki válogatott | Fülöp-szigeteki válogatott |
| Időszak                    | Mérk.                      | gól                        |
| -------------------------- | -------------------------- | -------------------------- |
| 2014                       | 1                          | 0                          |
| Összesen                   | 1                          | 0                          |